# Достанко, Анатолий Павлович
Анатолий Павлович Достанко (2 июля 1937 — 14 декабря 2024) — советский и белорусский учёный в области твёрдотельной микроэлектроники, академик Национальной академии наук Беларуси. Заслуженный изобретатель СССР (1987).

## Биография
Родился 2 июля 1937 года в д. Обчин Любанского района Минской области.
Окончил Обчинскую начальную (1949) и Реченскую среднюю (1955) школы, Таганрогский радиотехнический институт (1962, специальность «Электронные приборы»).
Работал в Таганрогском радиотехнический институте (ассистент, старший преподаватель).
С 1970 года — доцент, с 1975 года — заведующий кафедрой, с 1985 года — первый проректор по учебной работе Минского радиотехнического института.
В 1993—2001 годах — председатель Высшей аттестационной комиссии при Совете Министров Республики Беларусь, в 1995—2001 годах — председатель Государственного высшего аттестационного комитета Республики Беларусь.
До 2016 года — заведующий кафедрой электронной техники и технологии Белорусского государственного университета информатики и радиоэлектроники (БГУИР). С 2016 года — профессор кафедры электронной техники и технологии.
Доктор технических наук (1979), профессор (1979). Член-корреспондент АН БССР (1986). Академик Национальной академии наук Беларуси (1991).
Умер 14 декабря 2024 года в возрасте 87 лет.

## Почётные звания и премии
- Заслуженный деятель науки и техники БССР (1982).
- Заслуженный изобретатель СССР (1987).
- Государственная премия БССР 1982 года — за исследование, разработку и внедрение комплекса высокоэффективных технологических процессов и оборудования для производства изделий микроэлектроники.
- Премия Совета Министров Республики Беларусь 1991 года — за разработку и внедрение высокоэффективных ресурсосберегающих технологий, обеспечивающих экономию остродефицитных и драгоценных материалов.
- Государственная премия Республики Беларусь 1996 года (в составе коллектива) — за цикл учебников и учебных пособий для высших и средних специальных учебных заведений по технологии производства ЭВМ, физико-химическим и технологическим дисциплинам радио и электронно-вычислительного профиля.

## Основные публикации
- Технология интегральных схем. — Мн.: Высшая школа, 1982.
- Плазменная металлизация в вакууме. — Мн.: Наука и техника, 1983 (в соавт.).
- Пленочные токопроводящие системы СБИС. — Мн.: Вышэйшая школа, 1989 (совм. с В. В. Барановым, В. В. Шаталовым).
- Технология и автоматизация производства радиоэлектронной аппаратуры. — М.: Радио и связь, 1989 (в соавт.).
- Плазменные процессы в производстве изделий электронной техники. — Т. 1-3. — Мн.: ФУАинформ, 2000—2001 (в соавт.).